# Hegesippos z Sunion
Hegesippos z Sunion (IV wiek p.n.e.) – ateński mówca, któremu przypisuje się autorstwo mowy "Peri Halonesu" (W sprawie Halonezu), która zachowała się pod imieniem Demostenesa. Hegesippos z Sunion nosił przydomek Krobylos.